# ドロシー・スウェイン・トマス
ドロシー・スウェイン・トマス（Dorothy Swaine Thomas、1899年10月24日 - 1977年5月1日）は、アメリカ合衆国の社会学者、経済学者。アメリカ社会学会の第42代会長を務めたが、これは女性としては初めてのことだった。

## 経歴
トマスは、1899年10月24日にメリーランド州ボルチモアで、父ジョン・ナイト (John Knight) と母セイラ・スウェイン・トマス (Sarah Swaine Thomas) の間に生まれた。
トマスは、1922年にバーナード・カレッジを卒業してB.A.を取得した。次いで1924年にロンドン・スクール・オブ・エコノミクス (LSE) からPh.D.を取得した。LSEでの業績に対して、ハッチンソン研究メダル (the Hutchinson Research Medal) が授与された。
1924年から1948年まで、トマスは欧米の様々な大学で研究職や教職に就いたが、その中には、カリフォルニア大学バークレー校、コロンビア大学ティーチャーズ・カレッジ、ニューヨーク連邦準備銀行、ストックホルム大学社会科学研究所などが含まれていた。
彼女は1928年に、ウィリアム・I・トマスとの共著で『The Child in America』を書いた。この本の中で、ふたりは、後にトマスの公理と称されるようになった社会学の理論を定式化した。ふたりは、1935年に結婚した。
1948年から、彼女はペンシルベニア大学ウォートン・スクールで働き、最初は社会学研究所の筆頭教授となり、後には様々な組織の役職を務めたが、特に人口研究センター (the Population Studies Center) に深く関わった。ペンシルベニア大学における教え子のひとりであったアン・R・ミラーは、その後長く人口研究センターに関わった。
トマスの主たる研究領域は、人口増加、特にその統計的研究であった。彼女はサイモン・クズネッツとともに、アメリカ合衆国の人口増加と経済発展についての多数の業績を挙げた。
1942年、彼女はアメリカ統計学会のフェローに選出された。1970年に引退した後、ペンシルベニア大学から名誉博士号を贈られた。
トマスは、1977年5月1日に、メリーランド州ベセスダで死去した。

## おもな業績
- William I. Thomas, Dorothy S. Thomas: The child in America, Knopf, New York 1928
- Dorothy S. Thomas, Simon Kuznets: Population Redistribution and Economic Growth: United States, 1870-1950, 3 vols, Philadelphia 1957-1964
- Theresa Wobbe & Claudia Honegger (eds.): Women in Sociology. Nine Portraits (sic) Beck, Munich 1998. ISBN 3406392989 (except DST: Frieda Wunderlich, Marie Jahoda, Jenny P. d'Héricourt, Mathilde Vaerting, Beatrice Webb, Jane Addams, Harriet Martineau and Marianne Weber)